# Masia al carrer Nou, 6 (Santa Coloma de Gramenet)
La Masia al carrer Nou, 6 és una obra de Santa Coloma de Gramenet (Barcelonès) inclosa a l'Inventari del Patrimoni Arquitectònic de Catalunya.

## Descripció
Es tracta d'un immoble de planta baixa i pis amb teulada de teula àrab a doble vessant amb el carener perpendicular a la façana. La totalitat de les façanes són de paredat comú amb les cantonades de pedra picada. La façana principal presenta un portal central en arc de mig punt emmarcat per carreus de pedra. A la planta pis trobem dues petites finestres verticals i rectangulars amb llinda de pedra monolítica. L'interior ha estat molt modificat.